# Miguel Ángel Cobeta
Miguel Ángel Cobeta Atienza (Madrid, 16 giugno 1975) è un ex giocatore di calcio a 5 spagnolo.

## Carriera
Esterno che vanta più di quindici anni di esperienza nella massima divisione spagnola, oltre ad essere stato per 48 volte giocatore della selezione iberica e aver partecipato allo UEFA Futsal Championship 2003 in Italia, a livello di club ha giocato per più di un decennio nell'Inter Fútbol Sala collezionando due titoli spagnoli, due Coppe di Spagna e una Supercoppa. Passato per mezza stagione al Segovia e poi all'ElPozo Murcia, qui ha trovato una nuova vita tornando a conquistare il titolo nel 2006 e 2007, aggiungendo al palmares anche la Coppa delle Coppe nel 2003 e una supercoppa. Nel 2007-08 è in forza agli aragonesi del DKV Seguros Zaragoza.

## Palmarès
- Campionato spagnolo: 4
Inter: 1995-96, 2001-02
ElPozo Murcia: 2005-06, 2006-07
- Coppa di Spagna: 2
Inter: 1995-96, 2000-01
- Supercoppa di Spagna: 2
Inter: 2001
ElPozo Murcia: 2006